# Nicholas Braun
Nicholas Braun est un acteur américain, né le 1er mai 1988 à Bethpage.

## Biographie
Il est notamment connu pour avoir tenu le rôle de Zeke Thompson dans le téléfilm produit par Disney Channel Minutemen : Les Justiciers du temps et en 2009, celui de Ed dans Princess Protection Program. En 2005, il a eu un rôle dans L'École fantastique (Sky High), celui de Zack Attack.
Il a également fait plusieurs apparitions dans des séries telles que Cold Case : Affaires classées ou FBI : Portés disparus.
En 2011, il a tenu le rôle de Lloyd Taylor dans Le Grand Soir, comédie romantique produite par Disney, aux côtés notamment d'Aimee Teegarden.
Il a également participé au clip "SPF" Funny or Die avec Nina Dobrev.
Il est surtout devenu célèbre pour son rôle de Gregory dans la série Succession.

## Filmographie

### Cinéma
- 2001 : Walter and Henry (it)
- 2004 : Carry Me Home
- 2005 : L'École fantastique de Mike Mitchell
- 2008 : Minutemen : Les Justiciers du temps
- 2009 : Princess Protection Program : Mission Rosalinda
- 2009 : The First Time (sv) de Barbara Topsøe-Rothenborg : Ernie
- 2011 : Red State de Kevin Smith
- 2011 : Le Grand soir (Prom) de Joe Nussbaum (en)
- 2011 : Chalet Girl de Phil Traill
- 2012 : Voisins du troisième type (The Watch) d'Akiva Schaffer : Jason
- 2012 : Le Monde de Charlie (The Perks of Being a Wallflower) de Stephen Chbosky : Derek
- 2013 : Middleton d'Adam Rodgers : Justin
- 2014 : Date and Switch (en) : Michael
- 2014 : Poltergeist de Gil Kenan : Boyd
- 2015 : Freaks of Nature : Dag
- 2015 : Jem et les Hologrammes : Brad
- 2015 : The Prison Experiment - L'Expérience de Stanford (The Stanford Prison Experiment) de Kyle Patrick Alvarez
- 2016 : Célibataire, mode d'emploi : Josh
- 2016 : Whiskey Tango Foxtrot de Glenn Ficarra et John Requa : Tall Brian
- 2016 : Good Kids (en) de Chris McCoy : Andy
- 2018 : The Year of Spectacular Men de Lea Thompson : Charlie Reed
- 2020 : The Big Ugly de Scott Wiper (en) : Will
- 2021 : Zola de Janicza Bravo : Derrek
- 2023 : Cat Person de Susanna Fogel : Robert
- 2023 : Dream Scenario de Kristoffer Borgli : Brian
- 2024 : Saturday Night de Jason Reitman : Jim Henson
- 2025 : Libre échange (Splitsville) de Michael Angelo Covino : Matt
- 2025 : The Entertainment System is Down de Ruben Östlund

### Télévision
- 2002 : New York, unité spéciale
- 2005 : Three Rivers
- 2006 : FBI : Portés disparus
- 2007 : Shark
- 2008 : Cold Case : Affaires classées
- 2009 : La Vie secrète d'une ado ordinaire
- 2009-2010 : 10 Things I Hate About You
- 2018 : Succession